# F5 Networks

F5 Networks, Inc. — багатонаціональна американська компанія, яка спеціалізується на розробці апаратного та програмного забезпечення для комп'ютерних мереж, зокрема для Мереж доставки контенту. Два роки поспіль в 2010 та 2011, компанія входила до списку відомого журналу Fortune, як одна з 100 найбільш стрімкозростаючих компаній усього світу.

## Історія
Компанія була заснована у 1996 році під назвою «F5 Labs». Першим продуктом компанії був балансувач навантаження під назвою «BIG-IP». Коли сервер виходив з ладу або був перевантажений, «BIG-IP» скеровував трафік від цього сервера до тих, які могли б впоратися з навантаженням. У червні 1999 року компанія вийшла в IPO через фондову біржу NASDAQ (NASDAQ: FFIV), як «F5 Networks».

## Придбання

### Volterra, Inc.
У січні 2021 року F5 придбала за 500 мільйонів доларів мережеву компанію  Volterra, Inc. Компанія продає послуги безпеки SaaS. Всі рішення під брендом Volterra тепер включені в F5 Distributed Cloud Services.

### Threat Stack, Inc.
У жовтні 2021 року F5 придбала Threat Stack, Inc., бостонську стартап-компанію з безпеки хмарних обчислень за 68 мільйонів доларів США. Станом на 15 грудня 2022 року Threat Stack було включено до платформи F5 Distributed Cloud як функцію захисту інфраструктури додатків.